# Luge aux Jeux olympiques de 1984
Navigation
Lake Placid 1980 Calgary 1988
Les épreuves de Luge aux Jeux olympiques de 1984.

## Podiums
| Épreuve       | Or                                                      | Argent                                             | Bronze                                           |
| ------------- | ------------------------------------------------------- | -------------------------------------------------- | ------------------------------------------------ |
| Simple Hommes | Paul Hildgartner                                        | Sergey Danilin                                     | Valery Dudin                                     |
| Simple Femmes | Steffi Walter                                           | Bettina Schmidt                                    | Ute Oberhoffner                                  |
| Double        | Allemagne de l'Ouest Hans Stangassinger Franz Wembacher | Union soviétique Evgeni Belusov Aleksandr Beliakov | Allemagne de l'Est Jörg Hoffmann Jochen Pietzsch |

## Médailles
| Rang | Nation               | Or | Argent | Bronze | Total |
| ---- | -------------------- | -- | ------ | ------ | ----- |
| 1er  | Allemagne de l'Est   | 1  | 1      | 2      | 4     |
| 2e   | Italie               | 1  | 0      | 0      | 1     |
| 2e   | Allemagne de l'Ouest | 1  | 0      | 0      | 1     |
| 4e   | Union soviétique     | 0  | 2      | 1      | 3     |